# Raison d'Être (band)
Raison d'Être er et svensk band, som har og altid kun har haft et medlem; Peter Andersson. Bandet spiller en form for dark ambient-musik, som er meget dyster og langsom. Bandet har en kontrakt med pladeproducenten Cold Meat Industry, med hvilke det har produceret en række udgivelser.

## Diskografi
- 1992 – Après nous le Déluge (Kasette)
- 1993 – Prospectus I (CD)
- 1994 – Sacral Wounds (VHS)
- 1994 – The Ring of Isvarah (Kasette)
- 1994 – Conspectus (Kasette)
- 1994 – Enthralled by the Wind of Loneliness (CD)
- 1995 – Semblance (Kasette)
- 1995 – Within the Depth of Silence and Phormations (CD)
- 1997 – In Sadness, Silence and Solitude (CD)
- 1997 – Reflections from the Time of Opening (CD)
- 1998 – Lost Fragments (CD-R)
- 1999 – Collective Archives (CD)
- 2000 – The Empty Hollow Unfolds (CD)
- 2000 – Lost Fragments (CD)
- 2002 – Requiem for Abandoned Souls (CD)
- 2003 – Reflections from the Time of Opening (CD)
- 2005 – Prospectus I (Kasette)
- 2006 – In Sadness, Silence and Solitude (Re-Issue) (CD)
- 2006 – Metamorphyses (CD)